# Список больниц Минска
Список больниц Минска
- 1-я городская клиническая больница[3] — проспект Независимости, 64
- 2-я городская клиническая больница[4] — ул. Энгельса, 25
- 3-я городская клиническая больница им. Е. В. Клумова[5] — ул. Ленина, 30
- Республиканский научно-практический центр «Кардиология» — ул. Розы Люксембург, 110
  - 4-я городская клиническая больница имени Н. Е. Савченко (ЛПУ) — ул. Розы Люксембург, 110
- 5-я городская клиническая больница[6] — ул. Филатова, 9
- 6-я городская клиническая больница (ЛПУ)[7] — ул. Уральская, 5
- 9-я городская клиническая больница (ЛПУ) — ул. Семашко, 8
- 10-я городская клиническая больница[8] — ул. Уборевича, 73
- 11-я городская клиническая больница — ул. Корженевского, 4
- Городская гинекологическая больница — ул. Сенницкая, 53
- Городская инфекционная клиническая больница (ЛПУ) — ул. Кропоткина, 76
- Городская клиническая больница скорой медицинской помощи — ул. Кижеватова, 58
- Республиканская клиническая больница патологии слуха, голоса и речи — ул. Сухая, 8
- Республиканский научно-практический центр психического здоровья — Долгиновский тракт, 152
- Республиканский научно-практический центр «Мать и дитя»[9] — ул. Орловская, 66
- Клинический родильный дом Минской области[10] — ул. Ф. Скорины, 16
- Республиканский научно-практический центр травматологии и ортопедии — ул. Лейтенанта Кижеватова, 60 корпус 4

Детские больницы:
- 2-я детская городская клиническая больница — ул. Нарочанская, 17
- 3-я детская городская клиническая больница — ул. Кижеватова, 60 корп. 1
- 4-я детская городская клиническая больница — ул. Шишкина, 24
- Минская областная детская клиническая больница — ул. Петруся Бровки, 9
- Детская инфекционная клиническая больница — ул. Якубовского, 53
- Республиканский научно-практический центр детской хирургии — проспект Независимости, 64

Исторические больницы:
- Железнодорожная больница

## Галерея

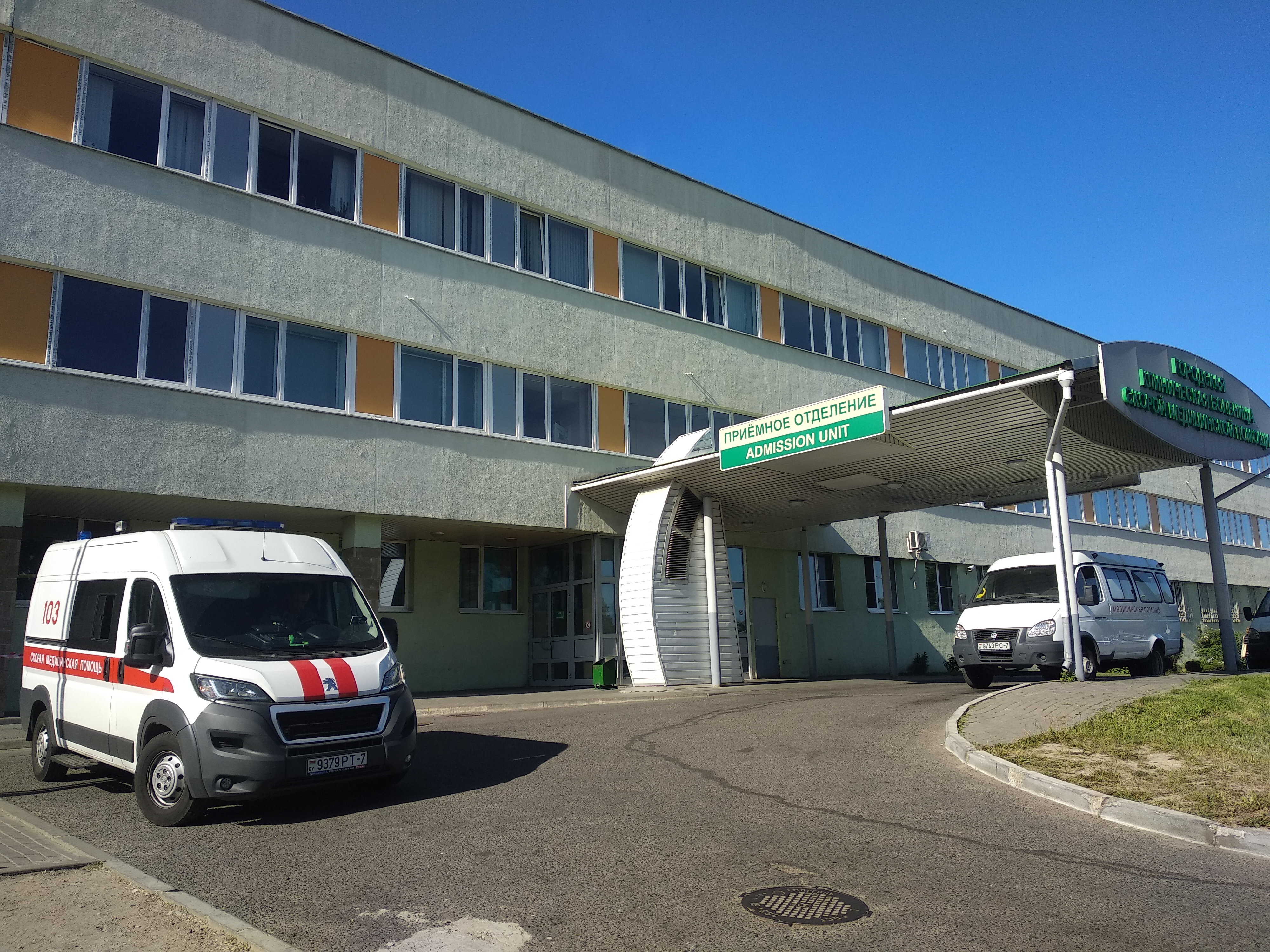
Городская больница скорой помощи
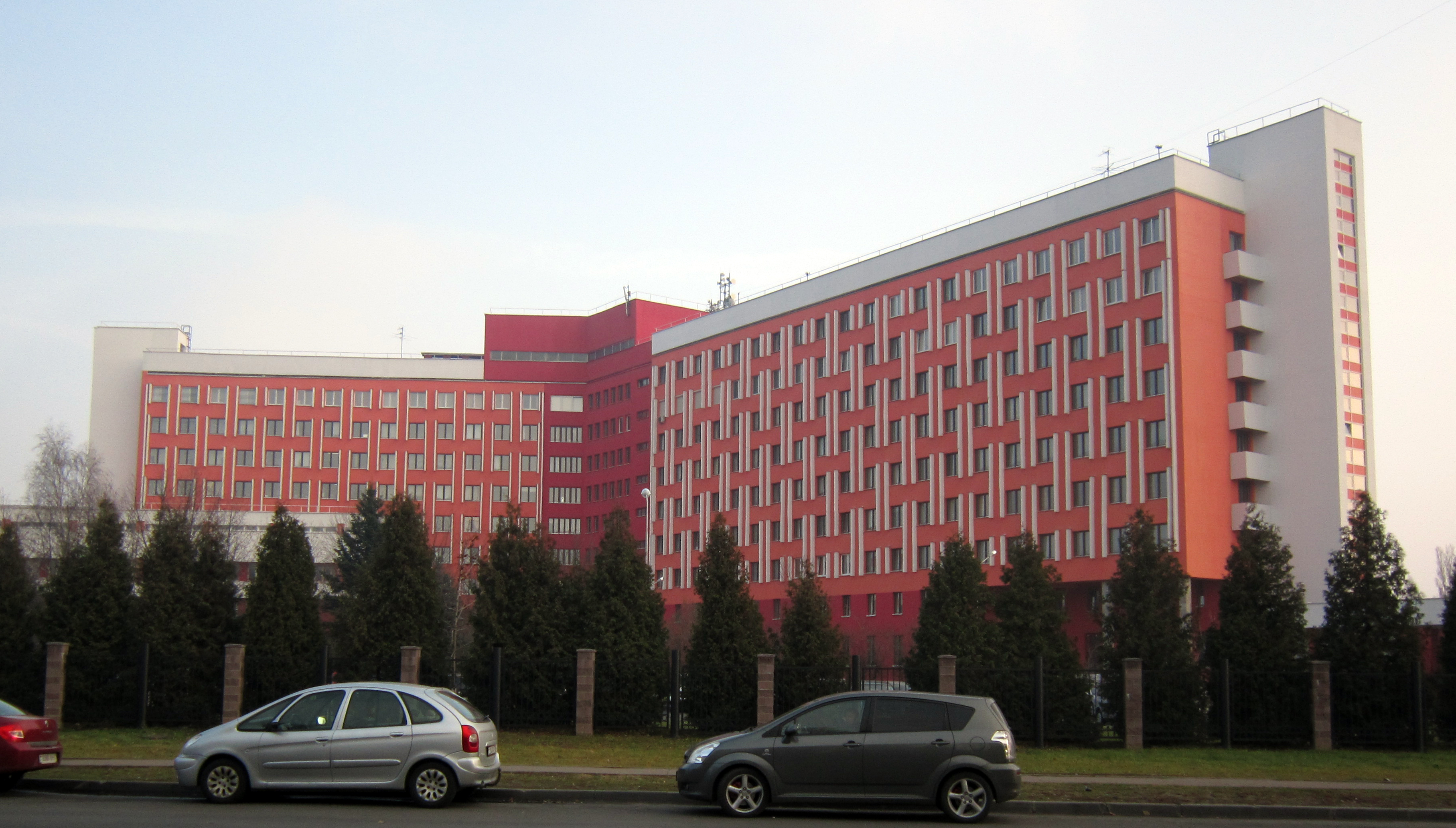
10-я ГКБ
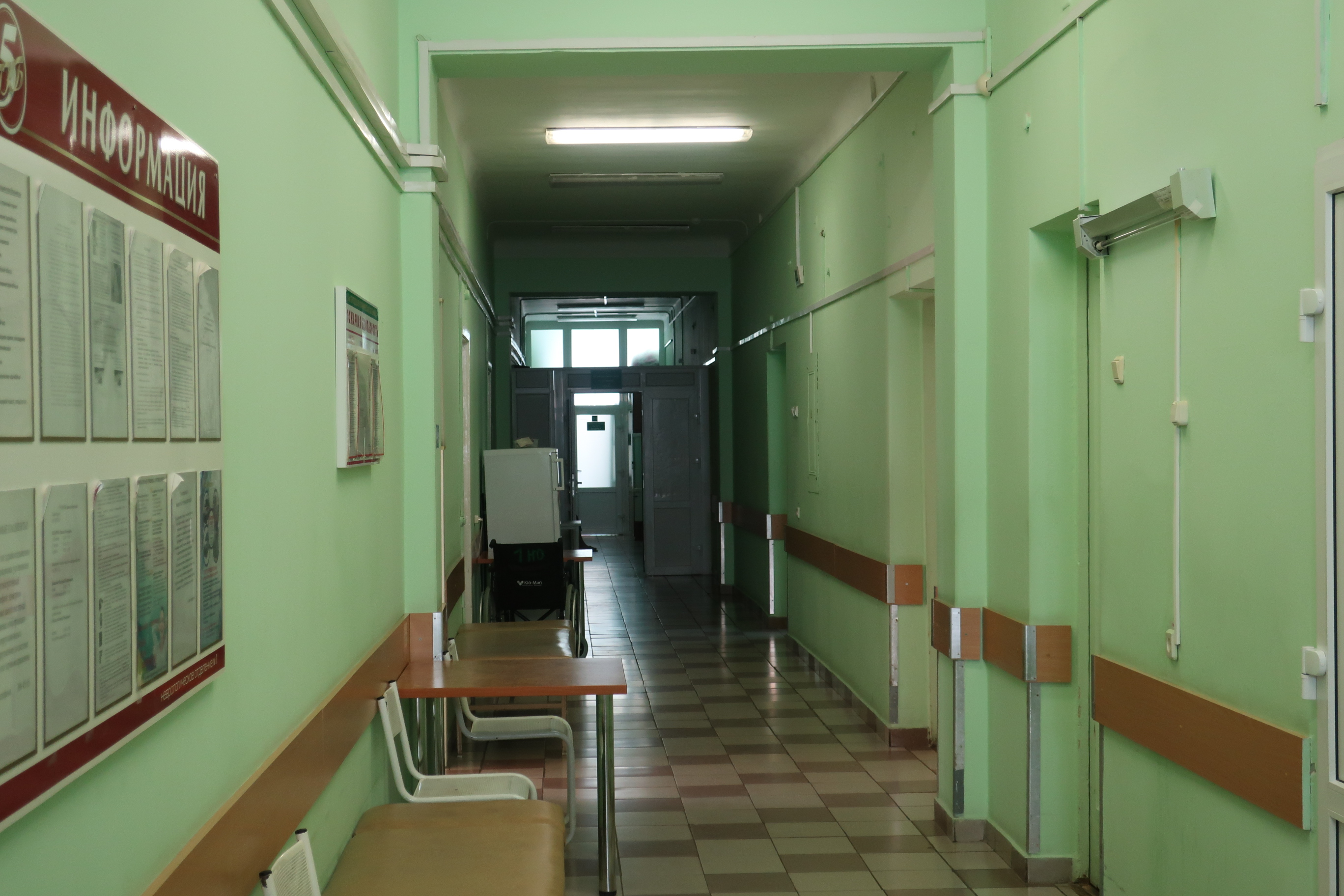
Внутри 5-й ГКБ
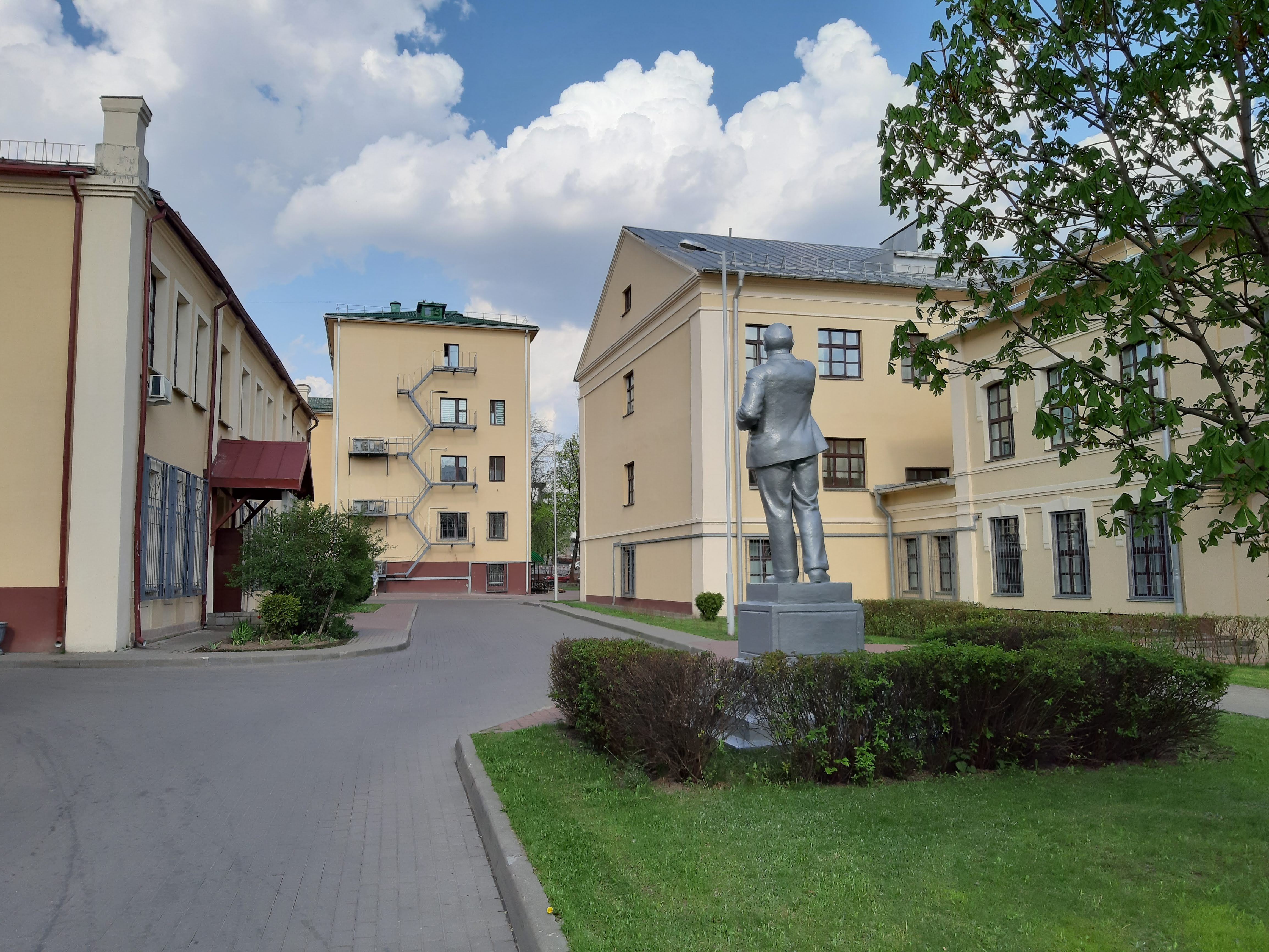
3-я ГКБ